# 第一可數空間
在拓撲學上，第一可數空間（First-countable space）是指有可數的邻域基的拓撲空間，即對於{\displaystyle x\in X}，存在{\displaystyle x}的開鄰域序列{\displaystyle U_{1},U_{2},U_{3},...}，使得對於任意的鄰域{\displaystyle V}，存在整數{\displaystyle i}使得{\displaystyle U_{i}\subseteq V}。

## 例子與反例
大部份數學中的常見空間為第一可數的，像是所有度量空間皆為第一可數，要證明此點，只要注意到所有以x為中心，半徑為1/n，n為正整數的開球，形成了於x點的可數局部基。
一個無限集（像是實數線）的餘有限拓撲則非第一可數。在商空間{\displaystyle \mathbb {R} /\mathbb {N} }中，所有自然數被視為一個點，此空間也非第一可數。
第一可數性比第二可數性來得弱，所有第二可數空間皆為第一可數，但不可數的離散空間是第一可數而非第二可數。

## 性質
- 第一可數性可傳遞至子空間。
- 在第一可數空間中，序列緊緻和可數緊緻等價。
- 任何第一可數空間的可數積為第一可數，但不可數積則未必。